# Le Carillon de Vendôme
La Carillon de Vendôme, també coneguda com Les Cloches de Vendôme o Orléans, és una cançó infantil francesa que data del segle xv, la més antiga que es coneix del país. Pren el seu nom de les campanes (cloches) de la ciutat de Vendôme. Descriu les últimes possessions del Delfí Carles el 1420; després de la signatura del Tractat de Troyes durant la Guerra dels Cent Anys, el delfí es va quedar amb Orleans, Beaugency, Cléry, Vendôme i Bourges.